# Basiothia medea
Basiothia medea là một loài bướm đêm thuộc họ Sphingidae. Nó phổ biến ở các khu vực sinh sống khắp vùng Ethiopia, bao gồm Madagascar. Nhưng nó không sinh sống ở vành đai rừng xích đạo. Loài này là loài di cư.
Chiều dài cánh trước là 22–25 mm. Thân màu xanh cỏ. Cánh trước có màu xanh cỏ với hai hay ba đường kẻ xanh cỏ đậm hơn.